# Acair Earranta
Acair Earranta est une maison d'édition qui publie des ouvrages en gaélique écossais, en anglais ou dans les deux langues (versions bilingues). Elle est établie à Steòrnabhagh, sur l'île de Leòdhas,.
Earranta signifie « Ltd. », Acair étant une companaidh earranta (société anonyme ou limited company en anglais).
Acair signifie « ancre ».

## Histoire
En 1975, le Comhairle nan Eilean Siar (Conseil régional des Hébrides extérieures) met en place le Phròiseact Dà-chànanch nan Eileanan Siar  (« Projet bilingue des Hébrides extérieures ») avec pour but de promouvoir la langue et de proposer du matériel pédagogique dans les écoles primaires. Il propose alors à An Comunn Gaidhealach, au Highlands and Islands Development Board, au Comhairle nan Eilean et au Highland Regional Council de se joindre à lui pour former un groupe d'actionnaires qui investira dans une maison d'édition dont l'objectif principal, mais pas unique, sera de publier de la littérature destinée à l'enseignement du gaélique,.
Lancée en 1976, la société va peu à peu élargir, au fil des ans, la gamme de ses ouvrages, publiant de nombreux livres pour la jeunesse qui à partir de 1985, date du lancement de l'enseignement en langue gaélique (Foghlam tro Mheadhan na Gàidhlig ou Gaelic medium education en anglais) seront utilisés dans les écoles gaéliques et seront recommandés aux parents des enfants de ces écoles. Mais Acair commence aussi à publier des ouvrages pour adultes dans de nombreux genres : poésie, essais, recueils de chants, textes de théâtre, danse, théologie, histoire, culture et modes de vie de la Gàidhealtachd (la « Gaélie », c'est-à-dire les régions où le gaélique est encore présent). Le groupe publie aussi des ouvrages en anglais sur des sujets ayant trait à la langue des Gaels et à la Gàidhealtachd.
De 100 titres en 1988, la maison d'édition est passé à une offre de plus de 300 titres dans son catalogue en 2007, et bien qu'elle publie de plus en plus d'ouvrages en anglais, elle continuait d'appliquer sa règle de conduite : au moins 50 % des ouvrages qu'elle publie doivent être en gaélique. Selon le Comhairle nan Eilean Siar, « le rôle unique que joue Acair dans l'édition d'ouvrages en langue gaélique a été une agent majeur de la promotion des auteurs gaélique écossais des Hébrides extérieures »,.
En 2012, Acair a été lauréat d'une compétition annuelle organisée par la Comunn na Gàidhlig, (« l'Association du gaélique », une société à but non lucratif qui cherche à promouvoir le gaélique écossais), qui récompense les entreprises gaelles.

## Quelques auteurs gaels, publiés par Acair
- Anndra A. Dunn : Còisir nan Gunna
- Catrìona Lexy Chaimbeul : Cluicheadairean
- Crìsdean Whyte: Bo Leabhar-Latha Maria Malibran
- Dòmhnall Iain MacDhòmhnaill : Fo Sgàil a’ Swastika
- Dòmhnall MacAmhlaigh : Deilbh Is Faileasan
- Iain Mac a' Ghobhainn : A' Bhàrdachd Ghàidhlig (éd. Moray Watson)
- Somhairle MacGill-Eain : Sangs tae Eimhir (traduit par Derrick McClure) ; Ris A’ Bhruthaich ; Eimhir (Dàin do Eimhir traduit en anglais par Iain Mac a' Ghobhainn)
- Ruaraidh MacThòmais : Sùil air Fàire
- Tormod Caimbeul : traductions gaéliques de livres pour enfants